# Sant Joan de Montgat
L'església de Sant Joan de Montgat és una església parroquial del municipi de Montgat (Maresme) protegida com a bé cultural d'interès local.

## Descripció
És d'una sola nau coberta per una teulada de dos vessants amb el carener perpendicular a la façana. L'edifici salva el fort desnivell existent entre la part frontal i la part posterior d'aquest, per això té una façana molt allargada, efecte que s'accentua pel campanar, molt proper a la façana, i que té una gran alçada. Els murs laterals i el posterior estan realitzats amb maçoneria vista sense cap mena de revestiment. La façana principal, arrebossada i pintada, està dividida en dues parts separades per una senzilla motllura. A la planta baixa s'obre la porta d'arc de mig punt, flanquejada per dues columnes amb capitells classicistes. L'arc té una decoració dentada i a banda i banda s'obre una finestra d'arc de mig punt. A la part superior hi ha una gran rosassa. La façana està rematada per unes arcuacions cegues aguantades per pilastres amb capitells esculpits, similars als de la porta principal.
El campanar és una alta torre quadrangular amb els angles esbiaixats. A la part superior hi ha una obertura d'arc de mig punt a cada cara per les campanes i per sobre, separat per una motllura, té una rellotge a dues de les cares. El terrat està decorat amb uns merlets escalonats i aguanta una estructura de ferro amb dues campanes.

## Història
L'església parroquial es va començar a construir l'any 1816 en uns terrenys cedits per Pau Matheu-Alsina de Ca n'Alzina. Les obres van restar parades 40 anys i es van reiniciar l'any 1855; dos anys més tard, el rector de Tiana, Mn. Magí Marquet, beneí el temple. La parròquia de Montgat, segregada de la de Tiana, no es va constituir com a tal fins al 1867. L'any 1900 es va substituir l'antic campanar d'espadanya per l'actual torre.
Inicialment la parròquia va ser dedicada a Santa Maria però poc després, els veïns i el vicari es van reunir i van decidir que el patró fos Sant Joan.
El 19 de juliol de 1936 l'església va ser profanada, els altars i imatges foren destruïts així com l'arxiu parroquial, la rectoria saquejada i les campanes enderrocades.